# علاقات إيران وطالبان
إن العلاقات بين إيران وطالبان في أفغانستان طويلة الأمد. حيث كان هناك الكثير من الخلافات بين إيران وحكومة طالبان أثناء فترة توليها الحكم في أفغانستان. ولكن تبدلت تلك الخلافات بعد سقوط طالبان وهرب الكثير من قادتها إلى إيران، حيث قامت جمهورية إيران الإسلامية بتوفير سكن للهاربين منهم. وفي عام 2016 اتهمت السلطات الأمنية الأفغانية إيران بتضييق الخناق عليهم، وقالوا إن الجمهورية الإسلامية الإيرانية علاوة على دعمها وحمايتها لتلك الجماعة؛ فهي تساعدها بشكل كبير. وفي نفس الوقت الذي أكد فيه السفير الإيراني لدولة أفغانستان وجود علاقات مع طالبان كانت وزارة الخارجية الإيرانية قد كذبت وجود أي من قادة طالبان في إيران.

## نبذة تاريخية
بعد حادث الحادي عشر من سبتمبر والهجوم على البرجين في نيويورك، وفي تلك الأيام الأولى لسقوط طالبان فر بعض قادة ومقاتلين طالبان إلى إيران حيث لم يرغبوا بالذهاب إلى باكستان عندما سنحت لهم الفرصة، وكانت الجمهورية الإسلامية الإيرانية في خلاف مع تلك الحكومة «طالبان» طوال فترة توليها، وكانوا ينتظرون مغادرة من لجأ منهم لإيران والذي كانوا قد حولوا وسط إيران لأفغانستان جديدة، ولكنه لم يحدث. واستناداً للتقارير المنتشرة فإن الجمهورية الإسلامية الإيرانية قد زودت طالبان بنفس القاعدة العسكرية التي زودت بها المقاتلين في غرب أفغانستان لمحاربة طالبان. كما قام الإعلام الأفغاني بعرض بعض الأسلحة المنهوبة من طالبان والتي تم صنعها في إيران.
خلال فترة تولي حكومة طالبان دعمت إيران إحدى الجماعات التحالفية معارضة لطالبان المعروفة باسم مجموعة التحالف الشمالي وفقاً للتقارير المنتشرة عن محاربة بعض قادة الحرس الثوري الإسلامي بجانب أفغانستان. بالإضافة إلى خوف طهران من اتحاد طالبان مع حركة جند الله. كما كان هناك حرب وشيكة بين إيران وطالبان بعد اقتحام القنصلية الإيرانية في شمال أفغانستان ومقتل ثمانية من الدبلوماسيين الإيرانيين على يد طالبان. ولهذا قامت الجمهورية الإسلامية الإيرانية في عام 2001 بدعم احتلال الولايات المتحدة الأمريكية لأفغانستان والإطاحة بحكومة طالبان حتى أنها اقترحت فيما بعد تدريب القوات الأفغانية.
في عام 2010 أثناء نشر بعض المستندات السرية للجيش الأمريكي حول حرب أفغانستان بواسطة منظمة ويكيليكس والإشارة إلى دور طهران في «في الدعم المالي السري، والأسلحة والتدريب والمأوى لمتمردي طالبان في أراضيها» بغرض القضاء على قوات التحالف في أفغانستان.
في يونيو 2015 نقلت جريدة والستريت تقارير عن جهات معنية غربية وأفغانية بأن إيران تدعم حركة طالبان الأفغانية مالياً وعسكرياً.
وقد صرح آصف ننج حاكم فراه للوسائل الإعلامية في 13 نوفمبر 2016 قائلاً:" يعيش القليل من عائلات قادة طالبان في غرب أفغانستان في إيران، وأضاف أن إيران تدعم طالبان بالمال والمعدات لإتمام أعمال التخريب في أفغانستان.
اتهمت القوات الدولية المستقرة في أفغانستان حكومة الجمهورية الإسلامية الإيرانية -والتي ذكرتها عدة مرات كأحد أهم الدول المجاورة لجمهورية أفغانستان- بحمايتها للجماعات المسلحة المعارضة لأفغانستان. وعلى الرغم من إسقاط ذلك الاتهام من قبل سلطات الجمهورية الإسلامية الا أن القوات الدولية أكدت تأمين إيران السلاح والتدريب لحركة طالبان.

## تطور العلاقة بين إيران وطالبان بعد هجوم التحالف الدولي
مرت العلاقة بين حركة طالبان المتطرفة وجمهورية إيران الإسلامية بعدة مراحل بعد هجوم التحالف الدولي، والتي لم تضح ماهيتها -العلاقات- بشكل كلي حتى الآن. ولكن انتشر خبر في مايو 2015م عن مقابلة وفد يمثل مكتب طالبان السياسي بقيادة «طيب آغا» والذي هو رئيس هذا المكتب مع مقامات الجمهورية الإيرانية الإسلامية وكان الهدف منها مناقشة عدة مسائل تشمل أوضاع المنطقة وملف المهاجرين الأفغان في إيران.

تولى ملا اختر محمد منصور زعامة حركة طالبان بعد وفاة ملا محمد عمر، والذي كان أحد أعضاء الوفد الذي أمضى ثلاثة أيام في العاصمة طهران وتقابل مع بعض المسؤولين مثل وزير الخارجية محمد جواد ظريف، وعدد من قادة الحرس الثوري الإيراني.
كان «طيب آغا» هو الممثل لحركة طالبان للتفاوض مع الحكومة الإيرانية، والذي كان قبل هذا مترجماً مبتدئ في وزارة الخارجية الأفغانية، ولكن بعد تولي ملا عمر زعامة حركة طالبان ترقى بسرعة ليصبح مسئول مكتب طالبان السياسي في قطر
 وقد سبق له في عام 2014 أن حضر إلى إيران برفقة وفد من طالبان ومعاون وزارة الاقتصاد في عهد طالبان وآخرين. كما حضر مؤتمر الصحوة الإسلامية في إيران لعام 2012.

### مقتل زعيم طالبان أثناء عودته من إيران
نفت وزارة الخارجية الإيرانية حضور الرئيس الأسبق لحركة طالبان ملا اختر محمد منصور لإيران في حين أن بعض المواقع الإيرانية كانت قد كتبت أن ملا منصور كان يقيم في إيران لمدة شهرين قبل مقتله بواسطة طائرة أمريكية بدون سائق، وأنه قد قام بإنجاز العديد من المفاوضات في موضوعات متنوعة. وأثناء لقاءته مع المسؤولين الإيرانيين كان موضوع تهريب المواد المخدرة أحد الموضوعات المتوافق عليها مع طهران. ووفقاً لإيران فإن ملا محمد اختر منصور هو أحد الشخصيات المعروفة بمعارضتها لأمريكا، ويعتقدون أنه لن يسمح بالتفاوض بين طالبان والولايات المتحدة الأمريكية وحلفاءها وحلف الناتو في أفغانستان.
في يوم 28 أغسطس 2016 أعلنت مديرية الأمن الوطني الأفغانية تصريح المتحدث الرسمي باسم طالبان (ذبيح الله مجاهد) بأن: "ملا اختر محمد منصور كان في إيران وقتل أثناء مغادرته للبلاد"، وأضاف أحد كبار مسؤولي مديرية الأمن: "أن ملا منصور لديه عدد من السفرات الغير رسمية لإيران، كما أكد اللواء دولت وزيري المتحدث باسم وزارة الدفاع الأفغانية العلاقة بين طالبان والجمهورية الإسلامية الإيرانية.
انتشر خبر مقتل ملا اختر محمد منصور بواسطة الجهات الأمريكية في يوم 21 مايو 2016 والذي أكده الأمن الوطني الأفغاني في اليوم التالي. وأعلنت وزارة الدفاع الأمريكية (بنتاغون) أن ملا محمد منصور كان في المنطقة الحدودية بين باكستان وأفغانستان عندما تعرض لهجوم من طائرة بدون سائق. واستناداً لقول البنتاغون فأن رئيس الولايات المتحدة الأمريكية -الأسبق-باراك أوباما قد أمر شخصياً بالهجوم على زعيم طالبان. كما قالت وزارت الخارجية الباكستانية أنها عثرت في الهيكل المنهدم على جواز سفر مزيف يعود إلى زعيم طالبان ويحوي صورته، بداخله تأشيرة إيرانية تشير إلى خروج ملا محمد منصور من إيران والذي بعد مقتله تم تعيين ملا هيبت الله زعيماً جديداً لطالبان. 

### هدف إيران من علاقتها مع طالبان
وفقاً للتقارير المنشورة فإن الهدف الرئيسي من دعم إيران لطالبان هو تقليل النفوذ الأمريكي. حيث كانت إيران معارضة بشدة للاتفاقية الأمنية المعقودة بين أفغانستان والولايات المتحدة، فوفقاً لتلك الاتفاقية قد سمح بوجود بعض من القواعد والقوى العسكرية الأمريكية في أفغانستان والذي سيكون بعضها بالقرب من الحدود الإيرانية.
بعد هجوم أمريكا على أفغانستان وما تلاه من غزو واحتلال أمريكا للعراق، اعترى القلق حكام إيران بأن تكون بلادهم هي التالية لذلك استخدمت إيران طالبان لتجد متصدٍ للقوات الأمريكية في أفغانستان كما استخدمت الميلشيات العسكرية التابعة لفيلق القدس في العراق.

## موقف مسؤولي أفغانستان من علاقات إيران وطالبان
فيما يتعلق بمفاوضات إيران مع طالبان يرى العديد من الأفغان أنها مبادرة من طهران لإضعاف جهود التصالح بين دولة أفغانستان وطالبان، ولهذا قامت طالبان بإرسال ممثلين عنها لمرتين منذ بداية شهر إبريل 2013 وحتى نهاية شهر يونيو من نفس العام للتحدث مع مسؤولين إيران والذي تم إرسالهم ليبدو كجهد لتعزيز موقف طالبان أمام دولة أفغانستان.
وحسب قول المستشار السياسي لولاية كونار، فإن هدف جمهورية إيران الإسلامية من هذه الجهود واضح تمامًا، فهي تدعم طالبان لزعزعة الأوضاع في أفغانستان.
قال "وردك" وهو عضو سابق في مجلس الشعب الأفغاني وناشط مدني أن: " لايمكن التنبؤ بسلوك إيران في علاقتها مع أفغانستان" وأضاف "إذ أرادت إيران أن تلعب دوراً رئيسياً في محادثة السلام الوطنى يجب أولاً أن تدخل في نقاش مع دولة أفغانستان، وأن مفاوضات الجمهورية الإسلامية مع طالبان تشير إلى أن الدولة ستواجه مشاكل لنهج السلام الوطني. ويرى خبراء سياسيون إلى زيارة وفد طالبان لإيران على أنها تحذير لكابول لأن عند بدأ مفاوضات جمهورية إيران الإسلامية وطالبان كانت أفغانستان تسعى لبداية السلام.
في فبراير2017 في محادثة مع راديو آزاد قال حياة الله حياة محافظ هلمند أن إيران تواصلت مع مسلحي طالبان وأن طالبان قد أطلقت صواريخ إيرانية الصنع تجاه قوى الأمن، كما قال "أن هناك عدد من عشرات الصواريخ التي أطلقت على مقر ولاية هلمند لم تنفجر ويرى عليها علامة إيرانية الصنع بكل وضوح.
وفقًا لجريدة واشنطن بوست في أبريل 2017، يحقق المشرعون الأفغان في التنسيق المحتمل بين إيران وروسيا لتزويد متمردي طالبان بالأسلحة في المقاطعات الجنوبية والغربية المضطربة. قال جول محمد أعظمي عضو مجلس الشيوخ الأفغاني من إقليم فراه المتاخم لإيران: "إنه تم اطلاعه على تقارير عن تشير إلى انتقال شحنات من الأسلحة من إيران إلى هراة، وقد أكد مسؤولين من كابل، هلمند، ارزجان، هراة تلك الاتهامات. وقال حياة الله: "لا شك أن كلا البلدين داعمين لطالبان".
في 27 ديسمبر 2016 أعلن مسؤولون في محافظة فراه عن مشاركة قوات الحرس الثوري الإيراني في صفوف المعارضة المسلحة للحكومة الأفغانية في المحافظة. قال جميل أميني رئيس مجلس محافظة فراه إن قوات الحرس الثوري الإيراني تنشط في حركة طالبان في المحافظة. وقال أن هناك 25 من مقاتلي طالبان الذين قتلوا مؤخرًا في المحافظة من أعضاء الحرس الثوري الإيراني. وفي 28 ديسمبر قال ناصر مهري المتحدث باسم حاكم فراه بي بي سي إنه تم نقل عدد من جثث قتلى طالبان الذين قتلوا في تلك المنطقة إلى إيران، وأضاف أن جهاز المخابرات الأفغانية تلقى معلومات عن إقامة مراسم عزاء لهؤلاء الأفراد في إيران. وحسب قوله فإن تلك الأحداث تشير إلى حماية إيران من طالبان.

## موقف إيران

### السفير الإيراني يؤكد الاتصال مع طالبان
في ديسمبر 2016 عقب تصريحات مسؤولي الأمن أفغان بأن الحكومة الإيرانية تتعاون مع طالبان بينما تقدم لها الدعم العسكري، أكد محمد رضا بهرامي السفير الإيراني بأفغانستان وجود اتصالات بين طهران وحركة طالبان، وأن الهدف من تلك الاتصالات هو "السيطرة على الأرستقراطية والإخباريات". كما أوضح قائلاً في تصريحاته في اللقاء مع تليفزيون آريانا الأفغاني: "نحن على تواصل مع طالبان ولكن لا يوجد علاقات. وتواصلنا معهم بهدف السيطرة على الأرستقراطية والإخباريات.

### إنكار وزارة الخارجية
في أكتوبر 2016 نفى بهرام قاسمي المتحدث الرسمي بسم وزارة الخارجية الإيرانية رداً على تقارير بعض وسائل الإعلام الأفغانية وجود عدد من قادة طالبان في إيران.

## موقف طالبان
- في يوليو 2016، نقلت وسائل الإعلام الأفغانية عن المتحدث الرسمي باسم طالبان ذبيح الله مجاهد قوله إنه «على الرغم من عدم وجود ممثل لطالبان في إيران، إلا أنها تقيم علاقات جديدة مع طهران». وقال متحدث باسم طالبان لـ "الشرق الأوسط" في أواخر تشرين الأول (أكتوبر) الماضي، إن الحركة أقامت «علاقات وشبكات جديدة» مع إيران. لكن المتحدث باسم وزارة الخارجية الإيرانية نفى تصريحاته على الفور.
- وبعد مقتل قاسم سليماني، أصدرت طالبان بيانا قالت فيه: "ببالغ الأسف علمنا أن قاسم سليماني قتل في هجوم شنته القوات الأمريكية المتوحشة.

## موقف المسؤولين الأمريكيين
وفقاً للتقارير التي نشرتها صحيفة واشنطن بوست في شهر إبريل لعام 2017 فقد قال مسؤولين أمريكيون وأفغان أن إيران وروسيا زادتا من تحد قوة أمريكا في أفغانستان كما قاموا بتوسيع العلاقات مع طالبان، في فبراير 2017 قال جان نيكلسون قائد القوات الأمريكية في أفغانستان في شهادته أمام مجلس الشيوخ أن روسيا بدأت رسمياً بتشريع حركة طالبان، وأن الإجراءات الأخيرة لروسيا وإيران في أفغانستان بهدف إضعاف أمريكا وحلف الشمال الأطلسي. كما أضاف أنه تم التواصل مع إيران وروسيا بشأن الجهود المبذولة لدعم تمرد طالبان، وأنهم يعلمون بوجود حوار، وأنه هناك علاقات بين كلاً من إيران وروسيا داخل أفغانستان. وأن إيران تدعم طالبان بشكل مباشر في الجزء الغربي من البلاد لما لها من حدود مع أفغانستان.